# Боргсвер
Боргсвер (нід. Borgsweer, нід. вимова: [bɔr(ə)xsˈʋeːr]) — село в нідерландській провінції Гронінген. Входить до складу муніципалітету Емсделта. Станом на 2017 рік населення складало 130 осіб.